# Trichocentrum loyolicum
Trichocentrum loyolicum là một loài thực vật có hoa trong họ Lan. Loài này được Pupulin, Karremans & G.Merino mô tả khoa học đầu tiên năm 2008.